# Балицкий, Михаил Болеславович
Михаил Болеславович  Балицкий (1870—1915) — русский военный деятель, полковник (1916). Герой Первой мировой войны, убит в бою.

## Биография
В 1887 году после окончания Ярославского кадетского корпуса вступил в службу. С 1891 года после окончания Владимирского военного училища по II разряду произведён в подпоручики и выпущен в 7-й стрелковый полк. В 1895 году произведён  в поручики. В 1900 году после окончания Офицерской стрелковой школы произведён в штабс-капитаны. В 1903 году произведён в капитаны.
С 1904 года  участник Русско-японской войны. За боевые отличия был награждён орденами  Святой Анны 3-й степени с мечами и бантом и 4-й степени «За храбрость».
С 1914 года участник Первой мировой войны, подполковник, был ранен. В 1916 году (старшинство с 1915 года) произведён в полковники. 27 октября 1915 года убит в бою, исключён из списков убитым в бою с неприятелем 27 февраля 1916 года.

Высочайшим приказом от 5 ноября 1916 года  за храбрость был награждён орденом Святого Георгия 4-й степени: 
За то, что в бою 25-го августа 1915 года уд. Будзанов, будучи в чине подполковника и командуя батальоном, переправил через р. Серет, пользуясь для сего глубоким бродом, под огнём тяжёлой артиллерии противника, а так же ружейным и пулемётным; будучи сильно контужен в голову, продолжал руководить батальоном и одобрять  вверенных ему нижних чинов, ворвался во главе батальона на сильно укреплённую позицию противника, занял её, обратил противника в бегство и захватил в плен 12 офицеров, 690 нижних чинов, 2 пулемёта и много патронов, оружия и снаряжения. Этими своими действиями полковник Балицкий обеспечил наступление полка на правом берегу р. Серет и окончательно решил сражение в нашу пользу

## Награды
- Орден Святой Анны 4-й степени «За храбрость» (1905)
- Орден Святой Анны 3-й степени с мечами и бантом (1905)
- Орден Святого Станислава 2-й степени с мечами (1909; ВП 16.09.1916)
- Орден Святого Владимира 4-й степени с мечами и бантом  (ВП 25.12.1914)
- Орден Святой Анны 2-й степени с мечами (ВП 1.10.1915)[2]
- Орден Святого Георгия 4-й степени (ВП 05.11.1916)